# Morton Betts
Morton Peto Betts (Bloomsbury, 30 augustus 1847 - Menton, 19 april 1914) was een Brits cricketspeler en voetballer. Betts maakte bij Wanderers FC het eerste doelpunt ooit in een FA Cup-finale. Dankzij dit doelpunt wonnen ze de FA Cup 1871-1872.
Na zijn carrière werd hij voor een periode van 20 jaar bestuurslid van de Engelse voetbalbond. Hij overleed op 66-jarige leeftijd in het Franse Menton net voor het begin van de Eerste Wereldoorlog.